# 小西祥子
小西 祥子（こにし さちこ、1982年2月4日 - ）は、競歩を専門とする日本の陸上競技選手。大阪府堺市出身。元・10000m競歩日本記録保持者で、2008年北京オリンピック女子20km競歩日本代表。日本のトップレベルの選手であったが就職先に恵まれず、アルバイトをしながら競技を続けた。

## 経歴
小学校時代に校内マラソン大会で6年連続学年1位を取り続け、陸上競技に興味を持つ。堺市立庭代台中学校では陸上競技部に入部し、夜8時や9時まで猛練習を積むが地区大会でも優勝できなかった。それでも顧問の「高校で伸びる」という言葉を信じて高等学校でも陸上競技を続けることを決意する。初芝高等学校（現・初芝立命館高等学校）に進学した高校1年から競歩を始める。競歩はあくまでも速く走れるようになるためのトレーニングのつもりであったが、1998年（平成10年）・1999年（平成11年）の全国高等学校総合体育大会（インターハイ）を3000m競歩で連覇した。国民体育大会でも連覇を狙ったが、くまもと未来国体ではラスト200mで追い抜かれ悔し涙を呑んだ。
2000年（平成12年）に筑波大学体育専門学群に進学し、5月の関東学生陸上競技対校選手権大会（関東インカレ）では5000m競歩で先輩の根岸由紀子に次いで2位に入り、9月の日本学生陸上競技対校選手権大会（日本インカレ、国立競技場）では1年生ながら優勝した。日本インカレ直後の日本ジュニア選手権でも5000m競歩で優勝した。2001年（平成13年）は3月4日のびわ湖全日本女子競歩大会3位で幕を開け、7月にはアジアジュニア選手権（バンダルスリブガワン）で日本勢として初めて中国選手を破って金メダルを獲得した。9月30日の日本インカレ（国立競技場）では2位以下を大きく引き離して優勝した。2002年（平成14年）には日本インカレ5000m競歩で3連覇を果たした。
2003年（平成15年）7月6日の日本インカレ（横浜国際総合競技場）では5000m競歩で21分49秒62を出し、林江見が保持していた日本学生記録を更新したが、三村芙実（立命館大）が小西を上回る21分34秒30で優勝したため、2位であった。この日本インカレはユニバーシアード（大邱）の代表選考を兼ねており、小西は代表に選ばれ8月25日に20km競歩で出場、三村（8位）に勝利して4位入賞を果たした。なお小西が在学していた頃の筑波大学陸上競技部は日本インカレで女子が4連勝、男子は2001年（平成13年）と2003年（平成15年）に優勝しており、2度のアベック優勝を経験している。
大学卒業後は地元の堺市に戻り、整形外科に就職した。2004年（平成16年）4月11日には全日本競歩（輪島）にパンジョAC所属として20km競歩に出場、坂倉良子に次いで2位でゴールした。関西実業団選手権では2004年（平成16年）・2005年（平成17年）と5000m競歩で連覇している。2005年（平成17年）の世界選手権（ヘルシンキ）では川崎真裕美とともに日本代表に選出されたが、20km競歩の18km付近で意識を失い救急車で運ばれたため無念の途中棄権に終わった。一方、同年11月2日の東アジア競技大会（マカオ）では同種目で銅メダルを獲得した。この時劉翔とツーショット写真を撮り、部屋に飾った。
2006年（平成18年）より「大阪茗友クラブ」所属として試合に臨むことになる。就職先の整形外科が忙しく十分な練習時間を確保することができなかったためで、別の就職先を探りながらアルバイトで食いつなぐ生活に入る。そこで日本陸上競技連盟（日本陸連）から就職先に恵まれない有力選手を支援する「スポーツ活動支援制度」対象者（2006年〔平成18年〕度）に選ばれた。2007年（平成19年）1月28日、日本選手権競歩（六甲アイランド）で20km競歩に出場し日本記録を更新する1時間31分17秒を記録するも、渕瀬真寿美・坂倉良子の2人がそれを上回り3位であった。このため地元・大阪で開催される世界選手権代表の座を逃した。同年3月のアジア選手権競歩では20km競歩で銀メダルを獲得、10月8日に秋田県立中央公園陸上競技場で開かれた秋田わか杉国体成年女子10000m競歩に出場し、当時の日本新記録となる44分29秒56をマークして優勝した。社会人になってから初めてつかんだ国内タイトルであった。この記録は翌年に川崎真裕美に破られる。
2008年（平成20年）6月30日、日本陸連は北京オリンピック日本代表を発表し、小西は川崎とともに20km競歩の代表に選抜された。8月21日の本番では完歩したが、1時間32分21秒で26位であった。オリンピック後の全日本50km競歩高畠大会では20km競歩を大会新記録の1時間30分33秒で制した。
2009年（平成21年）1月25日の日本選手権競歩の20km競歩では1時間29分39秒と自己新記録をマークし、日本新をマークした渕瀬・川崎に次ぐ3位に入賞した。3月16日の全日本競歩能美大会では20km競歩で4位だった。

## 人物
競技生活は故障の連続で厳しいものであった。オリンピックの代表選考レース直前にも怪我を再発したが、この時に家族から掛けられた「ゴールできるかどうかは関係ない。ただあなたを応援したい。」という言葉を胸に代表の座を勝ち取った。小西はこうした経験を2009年（平成21年）3月1日に栂文化会館で開かれた「堺教育“ゆめ”フォーラム」の場で語っている。日本新記録を打ち立てた一方で多くの負けを経験してきており、最初の頃は悔し涙を流していたが、徐々に自らの反省点を洗い出し、ライバルの呼吸を聞いて駆け引きすることのできる選手へ成長した。
所属企業が決まらずアルバイトで生計を立ててきた。就職活動をしても「競歩選手ではテレビに映らない」という理由で断られてしまった。そのため自ら陸協に登録し大会に出場し、合宿にも自費で参加した。練習は堺市内の公園で、高校時代のコーチから指導を受けながら1日6時間ほど行った。「競技は真剣勝負」との考えから化粧はしない。服はアウトレット店で季節外れになったものを買っていた。